# Дьяков Василь Володимирович
Василь Володимирович Дьяков (1897, місто Острогозьк Воронезької губернії, тепер Воронезької області, Російська Федерація — розстріляний 5 жовтня 1936, місто Москва, тепер Російська Федерація) — радянський діяч, член Секретаріату ЦК КП(б) Білорусії, відповідальний секретар Якутського обласного комітету ВКП(б). Член Тимчасового Білоруського бюро ЦК РКП(б) та член Президії Тимчасового Білоруського бюро ЦК РКП(б) з лютого до 14 травня 1924 року. Член Бюро ЦК КП(б) Білорусії з 15 травня 1924 до 8 грудня 1925 року.

## Життєпис
У 1915 році закінчив класичну гімназію у Воронежі.
Член РСДРП(б) з 1915 року.
З 1918 року служив у Червоній армії, учасник громадянської війни в Росії.
У 1920—1921 роках — секретар виконавчого комітету Воронезької губернської ради.
У 1921—1922 роках — завідувач Ставропольського губернського відділу народної освіти.
У 1923 році — завідувач організаційного відділу Вітебського губернського комітету РКП(б).
У 1923—1924 роках — завідувач організаційного відділу ЦБ КП(б) Білорусії.
22 лютого — 14 травня 1924 року — завідувач агітаційно-пропагандистського відділу Тимчасового Білоруського бюро ЦК РКП(б).
15 травня — 14 листопада 1924 року — завідувач агітаційно-пропагандистського відділу ЦК КП(б) Білорусії та завідувач відділу друку ЦК КП(б) Білорусії.
15 травня 1924 — 8 грудня 1925 року — член Секретаріату ЦК КП(б) Білорусії.
14 листопада 1924 — 1925 року — завідувач організаційно-розподільчого відділу ЦК КП(б) Білорусії.
13 вересня 1925 — січень 1926 року — відповідальний секретар Якутського обласного комітету ВКП(б).
У 1926—1928 роках — завідувач організаційно-розподільчого відділу Сибірського крайового комітету ВКП(б).
У 1928—1930 роках — начальник відділу Всесоюзної ради сільськогосподарських колективів СРСР.
У 1931—1935 роках — начальник Управління пошуків та проєктування будівництва каналу Москва—Волга.
У 1935 році виключений із ВКП(б) за участь у «правотроцькістській опозиції».
8 вересня 1936 року заарештований органами НКВС. 5 жовтня 1936 року засуджений до страти, розстріляний того ж дня, похований на Донському цвинтарі Москви.
Посмертно реабілітований Військовою колегією Верховного Суду СРСР 21 грудня 1957 року.